# StarCraft II StarLeague
StarCraft II StarLeague (сокр. SSL) — премьерный южнокорейский турнир по StarCraft II, организуемый SPOTV при поддержке Blizzard Entertainment. Проводился с 2015 по 2017 года как альтернатива Global StarCraft II League для попадания на WCS Global Finals.

## История
До 2015 года в системе StarCraft II World Championship Series (WCS) количество рейтинговых очков, разыгрываемых в европейском и американском регионах, было выше количества очков, разыгрываемых в Южной Корее, в связи с проведением многочисленных сторонних турниров вне Кореи. Южнокорейский киберспортсмен Эо «soO» Юн Су отмечал: «хорошо бы, чтобы для игроков корейского региона были возможности по набору очков, кроме как на GSL, как это происходит в других регионах». Одной из мер, предпринятых для решения этой проблемы, являлась организация новой индивидуальной корейской лиги в дополнение к GSL, названной StarCraft II StarLeague (SSL) и организуемой SPOTV.
В 2016 году система WCS была существенно изменена: мир был разбит на два региона — Корея и открытый рейтинг, и SSL стал одним из двух турниров корейского рейтинга наряду с Global StarCraft II League. Победа на SSL означала попадение на мировой финал 2016 WCS Global Finals вне конкурса.
В 2017 году StarLeague была исключена из системы WCS, однако по-прежнему давала очки WCS Kores, с помощью которых можно было попасть на 2017 WCS Global Finals. С 2018 года соревнования StarLeague не проводились.

## Результаты
| Турнир                                | Победитель                  | Счёт | Второе место            | Источник |
| ------------------------------------- | --------------------------- | ---- | ----------------------- | -------- |
| 2015 StarCraft II StarLeague Season 1 | Чо «Maru» Сон Чу (т)        | 4:1  | Чо «Dream» Джун Хёк (т) | [ 6 ]    |
| 2015 StarCraft II StarLeague Season 2 | Ким «Classic» Дох У (п)     | 4:1  | Чо «Dream» Джун Хёк (т) | [ 7 ]    |
| 2015 StarCraft II StarLeague Season 3 | Ким «herO» Джун Ху (п)      | 4:2  | Хан «ByuL» Джи Вон (з)  | [ 8 ]    |
| 2016 StarCraft II StarLeague Season 1 | Пак «Dark» Риюнг У (з)      | 4:2  | Ким «Stats» Дэ Ёп (п)   | [ 9 ]    |
| 2016 StarCraft II StarLeague Season 2 | Кан «Solar» Мин Су (з)      | 4:3  | Пак «Dark» Риюнг У (з)  | [ 10 ]   |
| 2017 StarCraft II StarLeague Season 1 | Ли «INnoVation» Син Хён (т) | 4:1  | Кан «Solar» Мин Су (з)  | [ 11 ]   |
| 2017 StarCraft II StarLeague Season 2 | Ким «Stats» Дэ Ёп (п)       | 4:3  | Пак «Dark» Риюнг У (з)  | [ 12 ]   |